# Iphinoe truncata
Iphinoe truncata is een zeekommasoort uit de familie van de Bodotriidae. De wetenschappelijke naam van de soort is voor het eerst geldig gepubliceerd in 1953 door Hale.